# جان دبلیو. تایسون
جان دبلیو. تایسون، (به انگلیسی: John W. Tyson) (زاده ۱۹۰۶ - درگذشته ۱۹۶۷) کارآفرین، بازرگان و مدیر ارشد اجرایی آمریکایی بود، که در سال ۱۹۳۱ شرکت تایسون فودز را تأسیس نمود.